# Saint-Antoine (Gers)
Saint-Antoine (gaskognisch: Sent Antòni deu Pont d’Arrats) ist eine französische Gemeinde mit 192 Einwohnern (Stand 1. Januar 2022) im Département Gers in der Region Okzitanien (bis 2015 Midi-Pyrénées); sie gehört zum Arrondissement Condom und zum Gemeindeverband Les Deux Rives. Die Bewohner nennen sich Saint-Antonins/Saint-Antonines.
Sie ist umgeben von den Nachbargemeinden Saint-Cirice (im Département Tarn-et-Garonne) im Norden, Auvillar (im Département Tarn-et-Garonne) im Nordosten, Bardigues (im Département Tarn-et-Garonne) im Osten, Mansonville (im Département Tarn-et-Garonne) im Südosten und Süden, Flamarens im Südwesten und Westen sowie Sistels (im Département Tarn-et-Garonne) im Nordwesten.

## Bevölkerungsentwicklung

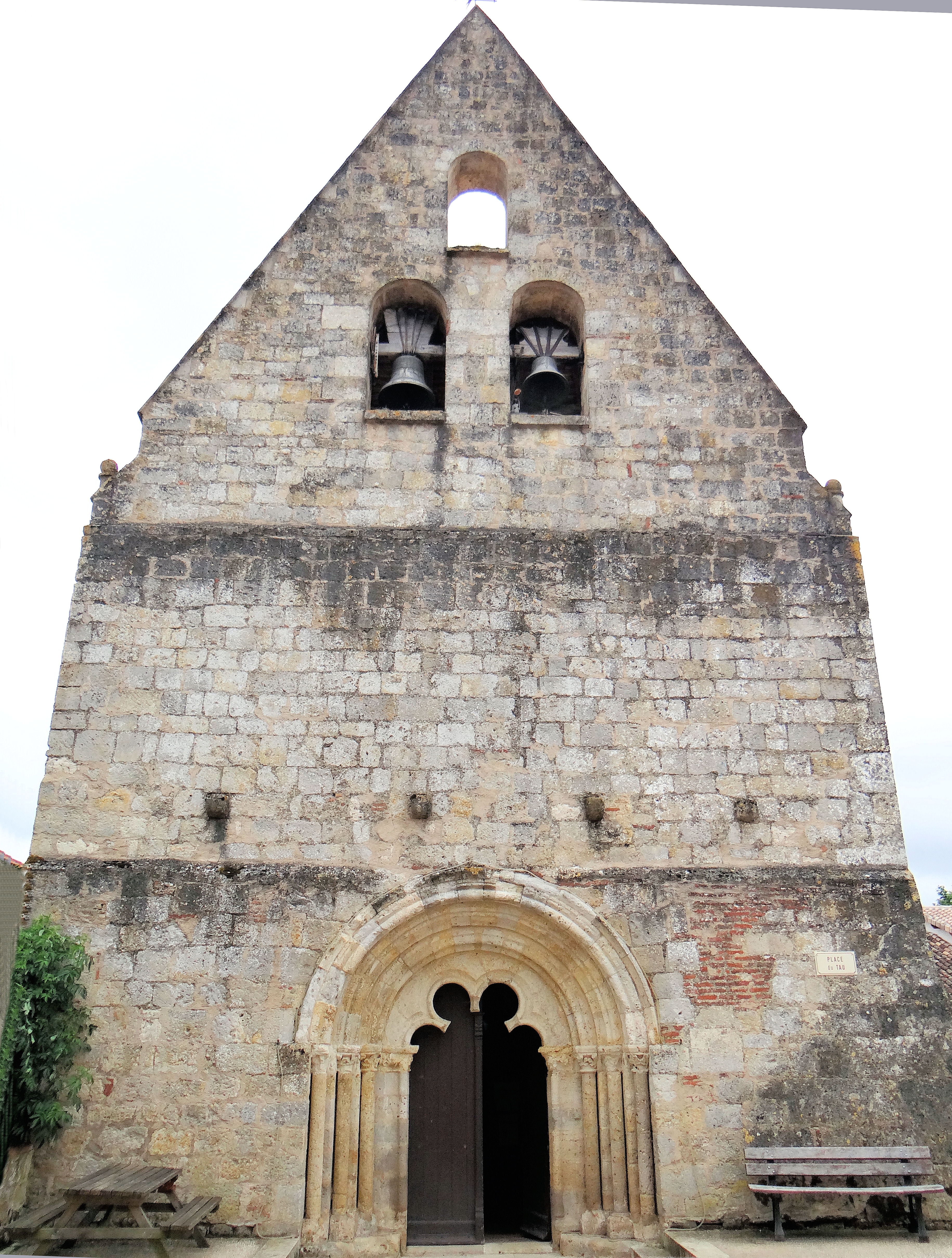
Kirche Saint-Antoine

| Jahr                       | 1793 | 1806 | 1962 | 1968 | 1975 | 1982 | 1990 | 1999 | 2006 | 2011 | 2016 |
| Einwohner                  | 349  | 509  | 201  | 190  | 155  | 181  | 166  | 174  | 188  | 205  | 204  |
| Quellen: Cassini und INSEE |      |      |      |      |      |      |      |      |      |      |      |